# Huron East
Huron East es un municipio canadiense situado en la provincia de Ontario.

## Superficie
Huron East tiene una superficie de 669,15 km².

## Demografía
En 2021, tenía 9512 habitantes, una densidad poblacional de 14,2 hab./km², y 3912 viviendas.